# Meckesheim
Mecksheim là một xã nằm ở tây nam nước Đức, giữa Heidelberg và Sinsheim. Nơi đây thuộc vào huyện Rhein-Neckar của bang Baden-Württemberg.